# Arachnotheca glomerata
Arachnotheca glomerata är en svampart som först beskrevs av E. Müll. & Pacha-Aue, och fick sitt nu gällande namn av Arx 1971. Arachnotheca glomerata ingår i släktet Arachnotheca, ordningen Onygenales, klassen Eurotiomycetes, divisionen sporsäcksvampar och riket svampar.   Inga underarter finns listade i Catalogue of Life.